# Kryštof
Kryštof (také Krištof) je mužské jméno, pocházející z řeckého Χριστόφορος (Christoforos), což je složenina slov Christos, 'Kristus/mesiáš/pomazaný' a ferein, 'nosit'. Jméno bylo v oblibě u prvních křesťanů, neboť vyjadřovalo symbolicky, že 'nosí Krista v srdci'.
Svatý Kryštof je mj. považován za ochránce poutníků, v moderní době přeneseně automobilistů. Podle katolického kalendáře slaví jmeniny 25. července.

## Statistické údaje
Následující tabulka uvádí četnost jména v ČR a pořadí mezi mužskými jmény ve srovnání dvou roků, pro které jsou dostupné údaje MV ČR – lze z ní tedy vysledovat trend v užívání tohoto jména:
| Rok       | Četnost    | Pořadí    |
| --------- | ---------- | --------- |
| 1999      | 1859       | 127.      |
| 2002      | 2316       | 115.      |
| Porovnání | o 457 více | o 12 výše |
| 2006      | 4452       | 93.       |

Změna procentního zastoupení tohoto jména mezi žijícími muži v ČR (tj. procentní změna se započítáním celkového úbytku mužů v ČR za sledované tři roky 1999–2002) je +25,5 %, což svědčí o značném nárůstu obliby tohoto jména.

## Jméno Kryštof v jiných jazycích
- anglicky, německy, norsky, islandsky: Christopher
- německy: Christoph
- dánsky: Christoffer
- katalánsky: Cristòfol
- francouzsky: Christophe
- italsky: Cristoforo
- litevsky: Kristupas
- maďarsky: Kristóf
- polsky: Krzysztof
- portugalsky: Cristóvão
- rusky: Христофор
- slovensky: Krištof
- španělsky: Cristóbal
- švédsky: Kristofer
- finsky: Kristoffer

## Data svátků
- Český kalendář: 18. září
- Římskokatolický církevní kalendář: 25. července

## Známí Kryštofové
- Svatý Kryštof (3. století) – mučedník
- Christoforus (9./10. stol.) – vzdoropapež
- Kryštof Kolumbus (1451–1506) – španělský mořeplavec portugalského původu, objevitel Ameriky
- Kryštof Harant z Polžic a Bezdružic (1564–1621) – český šlechtic, spisovatel, válečník, diplomat, cestovatel a hudebník
- arcibiskup Kryštof (* 1953) – pravoslavný arcibiskup pražský a českých zemí, metropolita českých zemí a Slovenska
- Kryštof Hádek (* 1982) – český herec
- Kryštof Bartoš (* 1992) – český divadelní a filmový herec

## Jiní Kryštofové
- Kryštof (hudební skupina) – česká hudební skupina
- akce Kryštof – pracovní název bezpečnostní akce české dopravní policie na českých silnicích v letech 2006 až 2007
- Kryštůfek Robin – postava z knihy Medvídek Pú (A. A. Milne)